# 舒格芒廷 (北卡羅萊納州)
舒格芒廷（英語：Sugar Mountain）是一個位於美國北卡羅萊納州埃弗里縣的村。

## 人口
根據2020年美國人口普查的數據，舒格芒廷的面積為6.37平方千米，皆為陸地。當地共有人口371人，而人口密度為每平方千米58人。